# Cerotainia nigripennis
Cerotainia nigripennis är en tvåvingeart som först beskrevs av Luigi Bellardi 1861.  Cerotainia nigripennis ingår i släktet Cerotainia och familjen rovflugor. Inga underarter finns listade i Catalogue of Life.